# Ian McShane
Ian David McShane (Blackburn, 29 settembre 1942) è un attore britannico.
Tra i suoi ruoli più noti sono: Giuda Iscariota nel kolossal televisivo Gesù di Nazareth (1977) di Franco Zeffirelli; Al Swearengen nella serie tv western Deadwood (2004-2006), per cui vince un Golden Globe; Waleran Bigod nella miniserie I pilastri della Terra (2010); Barbanera in Pirati dei Caraibi - Oltre i confini del mare (2011); Winston nell'action John Wick (2014) e nei suoi seguiti.

## Biografia
Figlio unico di Irene Cowley e Harry McShane (calciatore professionista scozzese), comincia a lavorare nel mondo del cinema nel 1962. Noto per l'interpretazione del ruolo di Giuda Iscariota nel kolossal televisivo Gesù di Nazareth (1977) di Franco Zeffirelli, partecipa a film come I lunghi giorni delle aquile (1969), Ransom - Stato di emergenza per un rapimento (1974) e Agente Cody Banks (2003). Nel 1975 interpreta la parte del tecnico Anton Zoref nell'episodio Forza vitale della serie Spazio 1999.
Nel 2000 lavora nel musical inglese The Witches of Eastwick, mentre nel 2005 si aggiudica un Golden Globe per il suo ruolo nella serie televisiva Deadwood. Nel 2006 interpreta la parte del fantasma del giornalista Joe Strombel in Scoop di Woody Allen. Nel 2008 doppia il personaggio di Tai Lung in Kung Fu Panda, mentre nel 2010 è il protagonista della miniserie televisiva I pilastri della Terra, tratto dall'omonimo romanzo di Ken Follett.
Nel 2011 prende parte alla quarta trasposizione cinematografica della saga Pirati dei Caraibi, dal titolo Pirati dei Caraibi - Oltre i confini del mare, nel ruolo del terribile pirata Barbanera. Nel 2012 appare come guest star nella seconda stagione di American Horror Story, interpretando il ruolo del più pericoloso internato di Briarcliff, il perverso serial killer Leigh Emerson. Nel 2017 appare come co-protagonista al fianco di Ricky Whittle nella serie American Gods, nel ruolo di Mr. Wednesday. Nel 2014, nel 2017, nel 2019 e nel 2023 interpreta il personaggio di Winston nella saga cinematografica John Wick.
Nel 2018 ottiene il ruolo del Professor Broom nel film Hellboy, diretto da Neil Marshall, uscito nelle sale nel 2019.

## Vita privata
Ian McShane si è sposato nel 1964 con l'attrice Suzan Farmer, ma i due divorziarono dopo quattro anni, nel 1968. Si risposò nel 1970 con la modella Ruth Post e dal matrimonio sono nate due figlie: Kate (1971), che è un'animatrice, e Morgan (1975). I due divorziarono nel 1977 a causa della relazione che lui aveva intrapreso con l'attrice Sylvia Kristel, conosciuta sul set di The Fifth Musketeer. Dopo 5 anni la loro relazione finì e lui si è legato all'attrice Gwen Humble che ha sposato nel 1980.

## Filmografia

### Cinema
- The Wild and the Willing, regia di Ralph Thomas (1962)
- Le ragazze del piacere (The Pleasure Girls), regia di Gerry O'Hara (1965)
- Gypsy Girl, regia di John Mills (1966)
- Se è martedì deve essere il Belgio (If It's Tuesday, This Must Be Belgium), regia di Mel Stuart (1969)
- I lunghi giorni delle aquile (Battle of Britain), regia di Guy Hamilton (1969)
- Sapore di donna (The Ballad of Tam Lin), regia di Roddy McDowall (1970)
- Pussycat, Pussycat, I Love You, regia di Rod Amateau (1970)
- Freelance, regia di Francis Megahy (1970)
- Il mascalzone (Villain), regia di Michael Tuchner (1971)
- Il sanguinario (Sitting Target), regia di Douglas Hickox (1973)
- Un rebus per l'assassino (The Last of Sheila), regia di Herbert Ross (1973)
- Ransom: stato di emergenza per un rapimento (Ransom), regia di Caspar Wrede (1974)
- La rotta del terrore (Journey Into Fear), regia di Daniel Mann (1975)
- The Fifth Musketeer, regia di Ken Annakin (1979)
- Yesterday's Hero, regia di Neil Leifer (1979)
- The Great Riviera Bank Robbery, regia di Francis Megahy (1979)
- Agenzia divorzi (Cheaper to Keep Her), regia di Ken Annakin (1981)
- Star's Lovers (Exposed), regia di James Toback (1983)
- Prova d'innocenza (Ordeal by Innocence), regia di Desmond Davis (1984)
- Torchlight, regia di Thomas J. Wright (1984)
- Too Scared to Scream, regia di Tony Lo Bianco (1985)
- Sexy Beast - L'ultimo colpo della bestia (Sexy Beast), regia di Jonathan Glazer (2000)
- Bollywood Queen, regia di Jeremy Wooding (2002)
- Agente Cody Banks (Agent Cody Banks), regia di Harald Zwart (2003)
- 9 vite da donna (Nine Lives), regia di Rodrigo García (2005)
- Scoop, regia di Woody Allen (2006)
- We Are Marshall, regia di McG (2006)
- Hot Rod - Uno svitato in moto (Hot Rod), regia di Akiva Schaffer (2007)
- Il risveglio delle tenebre (The Seeker: The Dark Is Rising), regia di David L. Cunningham (2007)
- Death Race, regia di Paul W. S. Anderson (2008)
- Case 39, regia di Christian Alvart (2009)
- 44 Inch Chest, regia di Malcolm Venville (2009)
- Pirati dei Caraibi - Oltre i confini del mare (Pirates of the Caribbean: On Stranger Tides), regia di Rob Marshall (2011)
- Biancaneve e il cacciatore (Snow White and the Huntsman), regia di Rupert Sanders (2012)
- Il cacciatore di giganti (Jack the Giant Slayer), regia di Bryan Singer (2013)
- Hercules - Il guerriero (Hercules), regia di Brett Ratner (2014)
- John Wick, regia di David Leitch e Chad Stahelski (2014)
- El Niño, regia di Daniel Monzón (2014)
- Cuban Fury, regia di James Griffiths (2014)
- Grimsby - Attenti a quell'altro (The Brothers Grimsby), regia di Louis Leterrier (2016) - non accreditato
- The Hollow Point, regia di Gonzalo López-Gallego (2016)
- John Wick - Capitolo 2 (John Wick: Chapter 2), regia di Chad Stahelski (2017)
- Jawbone, regia di Thomas Q. Napper (2017)
- Pottersville, regia di Seth Henrikson (2017)
- Hellboy, regia di Neil Marshall (2019)
- Bolden, regia di Daniel Pritzker (2019)
- John Wick 3 - Parabellum (John Wick: Chapter 3 - Parabellum), regia di Chad Stahelski (2019)
- John Wick 4 (John Wick: Chapter 4), regia di Chad Stahelski (2023)
- American Star, regia di Gonzalo López-Gallego (2024)
- Ballerina, regia di Len Wiseman (2025)
- Deep Cover - Attori sotto copertura (Deep Cover), regia di Tom Kingsley (2025)

### Televisione
- First Night – serie TV, episodio 1x05 (1963)
- ITV Play of the Week – serie TV, 4 episodi (1963-1966)
- Z Cars – serie TV, episodio 3x22 (1964)
- The Sullavan Brothers – serie TV, episodio 1x04 (1964)
- Redcap – serie TV, episodio 1x03 (1964)
- Love Story – serie TV, episodio 2x08 (1964)
- You Can't Win – serie TV, 7 episodi (1966)
- The Wednesday Play – serie TV, episodio 1x73 (1966)
- Cime tempestose (Wuthering Heights) – serie TV, 4 episodi (1967)
- ITV Playhouse – serie TV, episodi 2x05-3x32-7x03 (1968-1974)
- Rogue's Gallery – serie TV, episodio 2x02 (1969)
- ITV Saturday Night Theatre – serie TV, episodi 1x20-4x15 (1969; 1972)
- Morte allo stadio del ghiaccio (The Lives of Jenny Dolan), regia di Jerry Jameson – film TV (1975)
- Spazio 1999 (Space: 1999) – serie TV, episodio 1x02 (1975)
- Pepper Anderson - Agente speciale (Police Woman) – serie TV, episodio 2x05 (1975)
- Matt Helm – serie TV, episodio 1x02 (1975)
- Squadra Most Wanted (Most Wanted) – serie TV, episodio 1x02 (1976)
- Radici (Roots) – miniserie TV, puntata 06 (1977)
- The Fantastic Journey – serie TV, episodio 1x01 (1977)
- Gesù di Nazareth, regia di Franco Zeffirelli – miniserie TV (1977)
- Code Name: Diamond Head, regia di Jeannot Swarcz – film TV (1977)
- A Month in the Country, regia di Quentin Lawrence – film TV (1977)
- Will Shakespeare – miniserie TV, puntata 01 (1978)
- The Pirate, regia di Ken Annakin – film TV (1978)
- Disraeli, regia di Claude Whatham – miniserie TV (1978)
- Magnum, P.I. – serie TV, episodi 1x06-3x05 (1981-1982)
- The Letter, regia di John Erman – film TV (1982)
- Marco Polo – miniserie TV, puntate 02-03 (1982)
- Il profumo del potere (Bare Essence) – serie TV, 11 episodi (1983)
- Grace Kelly, regia di Anthony Page – film TV (1983)
- Evergreen, regia di Fielder Cook – miniserie TV (1985)
- Braker, regia di Victor Lobl – film TV (1985)
- A.D. - Anno Domini (A.D.), regia di Stuart Cooper – miniserie TV (1985)
- I delitti della via Morgue (The Murders in the Rue Morgue), regia di Jeannot Szwarc – film TV (1986)
- American Playhouse – serie TV, episodio 5x13 (1986)
- Lovejoy – serie TV, 73 episodi (1986-1994)
- Grand Larceny, regia di Jeannot Szwarc (1987)
- Miami Vice – serie TV, episodi 3x21-5x17 (1987-1989)
- La grande fuga II - Capitolo finale (The Great Escape II: The Untold Story), regia di Paul Wendkos e Jud Taylor – film TV (1988)
- Dallas – serie TV, 13 episodi (1989)
- Colombo (Columbo) – serie TV, episodio 9x04 (1990)
- Babylon 5 - Il fiume di anime (Babylon 5: The River of Souls), regia di Janet Greek – film TV (1998)
- West Wing - Tutti gli uomini del Presidente (The West Wing) – serie TV, episodio 3x18 (2002)
- Deadwood – serie TV, 36 episodi (2004-2006)
- Kings – serie TV, 13 episodi (2009)
- I pilastri della Terra (The Pillars of the Earth), regia di Sergio Mimica-Gezzan – miniserie TV (2010)
- American Horror Story – serie TV, episodi 2x08-2x09 (2012)
- Ray Donovan – serie TV, 9 episodi (2015)
- Doctor Thorne – miniserie TV, puntate 01-02 (2016)
- Il Trono di Spade (Game of Thrones) – serie TV, episodio 6x07 (2016)
- American Gods – serie TV, 24 episodi (2017-2021)
- Deadwood - Il film (Deadwood: The Movie), regia di Daniel Minahan – film TV (2019)
- Law & Order - Unità vittime speciali – serie TV, episodio 21x01 (2019)

### Doppiatore
- Shrek terzo (Shrek the Third), regia di Chris Miller e Raman Hui (2007)
- La bussola d'oro (The Golden Compass), regia di Chris Weitz (2007)
- Kung Fu Panda, regia di Mark Osborne e John Stevenson (2008)
- Coraline e la porta magica (Coraline), regia di Henry Selick (2009)
- L'apprendista stregone (The Sorcerer's Apprentice), regia di Jon Turteltaub (2010)
- È arrivato il Broncio (Here Comes the Grump), regia di Andrés Couturier (2018)
- I Simpson (The Simpsons) - serie animata, episodio 32x22 (2021)
- Il drago di mio padre (My Father's Dragon), regia di Nora Twomey (2022)
- One Piece – serie TV, episodio 1x01 (2023)
- Kung Fu Panda 4, regia di Mike Mitchell e Stephanie Ma Stine (2024)

## Doppiatori italiani
Nelle versioni in italiano delle opere in cui ha recitato, Ian McShane è stato doppiato da:
- Rodolfo Bianchi in 9 vite da donna, Il risveglio delle tenebre, I pilastri della Terra, Case 39, Il cacciatore di giganti, John Wick, John Wick - Capitolo 2, American Gods, John Wick 3 - Parabellum, Deadwood - Il film, Law & Order - Unità vittime speciali, John Wick 4, Ballerina, Deep Cover - Attori sotto copertura
- Dario Penne in A.D. - Anno Domini, Deadwood, Kings, Death Race, 44 Inch Chest
- Saverio Moriones in Babylon 5 - Il fiume di anime, Agente Cody Banks, Hot Rod - Uno svitato in moto
- Massimo Turci in Se è martedì deve essere il Belgio, I lunghi giorni delle aquile
- Michele Gammino in Ransom - Stato di emergenza per un rapimento, Il profumo del potere
- Angelo Nicotra in Pirati dei Caraibi - Oltre i confini del mare, Ray Donovan
- Carlo Sabatini in Spazio: 1999, Colombo
- Pietro Biondi in Matt Helm, Miami Vice (ep. 3x21)
- Francesco Carnelutti in Gesù di Nazareth
- Romano Malaspina ne La grande fuga - Il capitolo finale
- Carlo Marini in In the Frame
- Elio Zamuto in Marco Polo
- Alessandro Rossi in Sexy Beast - L'ultimo colpo della bestia
- Massimo Milazzo in West Wing - Tutti gli uomini del Presidente
- Mario Zucca in We Are Marshall, The Hollow Point
- Francesco Pannofino in Scoop
- Renzo Stacchi in Biancaneve e il cacciatore
- Massimo Corvo in American Horror Story
- Carlo Valli in Hercules - Il guerriero
- Luciano Roffi in Cuban Fury
- Fabrizio Temperini ne Il Trono di Spade
- Dario Oppido in Pottersville, Hellboy
- Federico Danti in Ricordi di guerra (ridoppiaggio)
- Claudio Moneta in In the Frame (ridoppiaggio)

Da doppiatore è sostituito da:
- Fabrizio Pucci in Kung Fu Panda, Kung Fu Panda 4
- Francesco De Francesco ne La bussola d'oro
- Stefano Mondini in Shrek terzo
- Marco Balzarotti in SpongeBob
- Angelo Maggi in L'apprendista stregone
- Angelo Nicotra in Coraline e la porta magica
- Mario Zucca in È arrivato il Broncio
- Rodolfo Bianchi ne I Simpson
- Pierluigi Astore ne Il drago di mio padre
- Giovanni Caravaglio in One Piece